# I Lived to Tell It All
I Lived to Tell It All è un album in studio del cantante statunitense George Jones, pubblicato nel 1996.

## Tracce
1. Honky Tonk Song – 2:46 (Frank J. Myers, Billy Yates)
2. Back Down to Hung Up on You – 3:37 (Larry Butler, Dean Dillon)
3. Billy B. Bad – 3:01 (Bobby Braddock)
4. Hundred Proof Memories – 3:56 (Keith Stegall, Zack Turner)
5. It Ain't Gonna Worry My Mind – 2:55 (Richard Leigh)
6. The Lone Ranger – 2:38 (Yates, Gerald Smith, John Northup)
7. Tied to a Stone – 4:06 (Max D. Barnes)
8. I'll Give You Something to Drink About – 3:19 (Hank Cochran, Mack Vickery, Jerry Laseter)
9. I Must Have Done Something Bad – 3:19 (Red Lane)
10. Hello Heart – 2:45 (Melba Montgomery, Yates)